# Judino drvo
Judino drvo (judić, lat. Cercis), biljni rod iz porodice mahunarki (Leguminosae), kojemu pripada 9 vrsta grmlja i drveća iz Europe, Azije i Sjeverne Amerike. Ime roda dolazi od grčke riječi kerkis, čunak.
Judino drvo (C. siliquastrum), poznato i kao judić, smrljika,  smrdljika morska i slično, u Hrvatskoj raste po primorju i često uzgaja kao ukrasno drvo.

## Vrste
1. Cercis canadensis L.
2. Cercis chinensis Bunge
3. Cercis chingii Chun
4. Cercis chuniana F.P.Metcalf
5. Cercis glabra Pamp.
6. Cercis griffithii Boiss.
7. Cercis occidentalis A.Gray
8. Cercis racemosa Oliv.
9. Cercis siliquastrum L.